# Boomrenspin
De boomrenspin (Philodromus praedatus) is een spinnensoort in de taxonomische indeling van de renspinnen (Philodromidae).
Het dier komt uit het geslacht Philodromus. Philodromus praedatus werd in 1871 beschreven door Octavius Pickard-Cambridge.